# Mary Elizabeth Wilson Sherwood
Mary Elizabeth Wilson Sherwood (seudónimo, M. E. W. S., M.E.W. Sherwood, Sra. John Sherwood; 27 de octubre de 1826 - 12 de septiembre de 1903) fue una autora y socialité estadounidense. Escribió cuentos, poesía, varios libros, y manuales de etiqueta, además de colaborar en muchas revistas y traducir poemas de idiomas europeos. Entre sus escritos se rncuentran El Sarcasmo del Destino, Una Rosa Trasplantada, Modales y Usos Sociales, Sweet Briar y Roxobel. Más conocida como la Sra. John Sherwood, algunas de sus obras literarias se publicaron como "M.E.W.S." o "M.E.W. Sherwood".
Sherwood dio lecturas en salones para obras benéficas, hizo selecciones de sus propias obras e hizo ocho viajes a Europa. Fue condecorada con la insignia del Orden de las Palmas Académicas.

## Educación y años tempranos
Mary Elizabeth (apodo, "Lizzie") Wilson nació en Keene, Nuevo Hampshire, 27 de octubre de 1826. Era la hija mayor del general James Wilson II, miembro del Cámara de Representantes de los Estados Unidos de Nuevo Hampshire, y Mary Low (Richardson) Wilson. Mary tuvo tres hermanos menores y tres hermanas menores.
Cuando su padre estaba en el Congreso, la familia vivía en Washington, D.C .. Poco después de su elección, la madre de Mary murió, dejándole la responsabilidad de cuidar a la gran familia. Era inteligente, recibió una educación completa y conocía a George Bancroft, John Lothrop Motley, William Cullen Bryant, William H. Prescott. y otros. Su primera obra literaria, en la edad de diecisiete años, fue un ensayo sobre la "Novela de Jane Eyre" enviado al Nuevo-York Tribune en 1848, que atrajo mucha crítica amistosa.

## Carrera
En 1854, mientras vivía en Washington D. C. se casó con John Sherwood, un abogado de la ciudad de Nueva York, quién murió en 1894. Su familia estaba formada por cuatro hijos. James Wilson Sherwood murió en infancia. John Philip Sherwood murió en la edad de 24 años. Samuel Sherwood se convirtió en un artista. Arthur Murray Sherwood, el corredor fue el padre de Robert E. Sherwood, playwright, editor, y guionista.
El trabajo literario de Sherwood incluyó correspondencia con mujeres y hombres eminentes en el extranjero, y muchas contribuciones a The Atlantic, Harper´s Bazaar, Scribner's Magazine, Appletons 'Journal, The Galaxy, Nueva-York Tribune, The New York Times, New York World, y Semanal de Frank Leslie. Durante años fue corresponsal para el del Boston Traveller. Su trabajo en revistas, desde Maine hasta Oregón, llenaría muchos volúmenes. Entre sus libros publicados se encuentran El sarcasmo del destino (Nueva York, 1877); Diversiones en el hogar (1881); Servicios del hogar (1881); Una rosa trasplantada (1882); Modales y usos sociales (1884); Royal Girls y Royal Courts (Boston, 1887); y Sweet Brier (Boston, 1889). Escribió muchos poemas, a los que firmó con las iniciales, "M. E. W. S.", y tradujo algunos poemas de idiomas europeos. Contribuyó con unos 300 cuentos a varias revistas y periódicos, muchos del cuales aparecieron de forma anónima.
Durante años, Sherwood viajó mucho por Europa. Allí conoció a la Reina Victoria, y tuvo tres entrevistas con Margarita Teresa de Saboya, la Reina de Italia. Entre sus muchos testimonios de reconocimiento en el extranjero, fue condecorada con la insignia de Orden de las Palmas Académicas, un honor conferido por el ministro de Instrucción Pública de Francia a personas que se distinguieron en la actividad literaria. Se dice que es la primera vez que se otorga esta condecoración a una mujer estadounidense.
En 1883, los Sherwood experimentaron pérdidas financieras que los obligaron a vender su casa y muebles en la ciudad de Nueva York. En 1885, Sherwood dio lecturas en su casa en ayuda del Mount Vernon Fund, y se hicieron tan populares que las continuó durante varios años, donando las ganancias a obras de caridad, obteniendo más de 10,000 dólares de esa manera. Sus lecturas incluyeron ensayos sobre viajes, literatura e historia. Sherwood era el presidente de las "Causeries", un club literario compuesto por mujeres distinguidas en la sociedad de Nueva York. En los salones de Sherwood colgaron los dibujos y pinturas originales de sus dos hijos artistas. Uno fue de Samuel, de su hermano Felipe, tomado poco antes de la muerte de Felipe; varios fueron de Felipe. En su nombre, Sherwood contribuyó a los fondos del hogar para ciegos indigentes, el Hospital St. Joseph, el Jardín de Infantes para Ciegos, el Intercambio de Mujeres, la Cocina Dietética de Nueva York, el Hospital y Dispensario de Manhattan, el Hogar de St. Elizabeth y varios otros planes para cuidar a los niños. También contribuido a muchas instituciones conocidas sólo por sus amigos, quienes confían en sus sufrimientos no hechos públicos, y especialmente para mujeres necesitadas y para mujeres jóvenes que se esfuerzan por prepararse para una profesión con la que puedan ganarse la vida. Hizo mucho para promover la literatura y ciencia en Ciudad de Nueva York, siendo activa de manera benévola y literaria.
Sherwood Murió repentinamente en el Hotel Majestic, en la Ciudad de Nueva York, el 12 de septiembre de 1903.

## Selección de trabajos
- Metropolitan Fair, for the U.S. Sanitary Commission : Receiving depot, 2 Great Jones Street, New York, [blank] 1864. A great exhibition called the Metropolitan Fair, will be opened in the city of New York, March 28th, 1864. The proceeds of the sales to be for the benefit of the Sanitary Commission. ... (1864)
- The Sarcasm of Destiny or, Nina's experience (New York, 1877)
- Home Amusements (1881)
- Amenities of Home (1881)
- A Transplanted Rose : a story of New York society (1882)
- Manners and Social Usages (1884)
- Royal Girls and Royal Courts (Boston, 1887)
- Sweet Brier (Boston, 1889)
- Poems (1892)
- Washington before the war (1894)
- Joseph Smith and the Mormons ... (1897)
- An epistle to posterity (1897)
- Here & there & everywhere : reminiscences (1898)
- New York in the seventies (1898)
- Etiquette, the American code of manners : a study of the usages, laws, and observances which govern intercourse in the best circles of American society
- The Art of Entertaining

### Atribución
- Fletcher, W. I.; Bowker, R. R. (1904).
- Johnson, Rossiter; Brown, John Howard (1904). ... ( ed.). Sociedad biográfica.
- Leypoldt, F. (1903). "". . ( ed.). F. Leypoldt.
- Warner, Charles Dudley; Cunliffe, John William; Thorndike, Ashley Horacio (1917). ( ed.). Warner Compañía de biblioteca. p. .
- Willard, Frances Elizabeth; Livermore, Arroz de Ashton de la Mary (1893). Una Mujer del Siglo: Mil cuatrocientos-setenta Croquis Biográficos Acompañaron por Retratos de Mujeres americanas Principales en Todos los Paseos de Vida ( ed.). Moulton.